# Luigi Tenco
Luigi Tenco (Cassine, 21 marzo 1938 – Sanremo, 27 gennaio 1967) è stato un cantautore, poeta, compositore e polistrumentista italiano.
È considerato da alcuni critici come uno dei più importanti cantautori italiani. Insieme a Fabrizio De André, Bruno Lauzi, Gino Paoli, Umberto Bindi, Giorgio Calabrese, i fratelli Gian Franco e Gian Piero Reverberi e altri, fu uno degli esponenti della cosiddetta "scuola genovese", un nucleo di artisti che rinnovò profondamente la musica leggera italiana a partire dagli anni sessanta.
Il suo suicidio, avvenuto quando aveva solo 28 anni, in circostanze alquanto misteriose,  il 27 gennaio 1967, nell'albergo Savoy di Sanremo durante l'edizione del 1967 del Festival della canzone italiana, fu un evento di cronaca che segnò indelebilmente il panorama musicale e culturale italiano, facendo difatto perdere un cantante immenso, un poeta di cui forse il mondo della musica non era ancora pronto e che perció non capiva. Anni dopo si è arrivati alla nascita del Club Tenco, che tutela la memoria dell'artista e della canzone d'autore.

## Biografia
(Luigi Tenco, intervista con Sandro Ciotti, 1962)

### Infanzia
(Luigi Tenco)
Luigi Tenco nacque a Cassine (Alessandria) trascorrendo la sua prima infanzia tra i vicini paesi di Cassine, Maranzana e Ricaldone e cioè i paesi originari dei genitori Giuseppe Tenco e Teresa Zoccola.
(Luigi Tenco)
Nel 1948 si trasferì assieme al fratello Valentino e a tutta la famiglia a Genova. Qui visse dapprima a Nervi, in una piccola villetta di proprietà di suo zio Giovanni. Terminate le scuole medie presso la "Giovanni Pascoli", nel 1951 Luigi si iscrisse al liceo classico "Andrea Doria", che frequentò solo un anno, per poi trasferirsi al liceo scientifico "Galileo Galilei", dove conseguì la maturità da privatista nel 1956.
La madre, che nutriva grosse aspettative nei confronti di Luigi, gli fece fare lezioni di pianoforte che risulterà essere una passione e un'attitudine naturale. Non solo il ragazzo mostrerà un'innata predisposizione allo strumento, ma comincerà a suonare ed esercitarsi, come autodidatta, in chitarra, clarinetto e sassofono.
Nel 1956 si iscrisse al corso di laurea in ingegneria elettrotecnica. Superò il primo esame di disegno tecnico il 2 giugno 1957, riportando la votazione di 20/30, ma in seguito fallì due volte l'esame di geometria analitica e proiettiva (il professore era il matematico Eugenio Giuseppe Togliatti) e per due anni non sostenne più esami. Nel 1959 decise di cambiare facoltà e si iscrisse al corso di laurea in scienze politiche. Il 18 giugno 1960 sostenne l'esame di geografia politica ed economica, superato con votazione 24/30. Il 27 giugno sostenne anche l'esame di sociologia generale, anch'esso superato con votazione 24/30. Quindi non sosterrà più esami e abbandonerà definitivamente gli studi, per dedicarsi completamente alla musica.

#### La scuola genovese
(Fabrizio De André)
 La sua passione per la musica, incominciata già da adolescente nel 1953 quando fu fondato il gruppo musicale Jelly Roll Boys Jazz band (composto da Danilo Dègipo alla batteria, Bruno Lauzi al banjo, Alfred Gerard alla chitarra ed egli stesso al clarinetto), lo fece esordire con alcune cover di Nat King Cole e Kid Ory.
Dopo le superiori entrò saltuariamente a far parte come sassofonista del Modern Jazz Group, del pianista Mario De Sanctis, che vedeva fra i componenti anche un giovanissimo Fabrizio De André alla chitarra elettrica. Una particolare parentesi da citare fu la sua breve amicizia con De André, consolidatasi quando quest'ultimo, nel 1960, gli confessò di essersi attribuito la paternità di Quando per conquistare le donne. Sette anni più tardi De André gli dedicherà, alla sua morte, la canzone "Preghiera in gennaio".
Nel 1957 Tenco fu chiamato da Marcello Minerbi (in seguito fondatore dei Los Marcellos Ferial e arrangiatore per Claudio Lolli in Aspettando Godot) nel Trio Garibaldi, con Ruggero Coppola alla batteria e Minerbi al pianoforte; proprio per il trio Tenco scrisse la sua prima canzone, la sigla di apertura dell'orchestra.
Seguì, nel 1958, la costituzione del gruppo I Diavoli del Rock, con Graziano Grassi, soprannominato Roy, alla batteria e Gino Paoli alla chitarra.

### Il trasferimento a Milano
Tuttavia, nello stesso anno, il giovane musicista si trasferì a Milano, ospite, con l'amico Piero Ciampi, di Gian Franco Reverberi che, lavorando come arrangiatore alla Dischi Ricordi, lo introdusse come session man alle registrazioni di La tua mano di Gino Paoli e Se qualcuno ti dirà di Ornella Vanoni. Dalla casa di Reverberi si trasferì, sempre insieme a Ciampi, alla Pensione del Corso di Galleria del Corso 1, dove alloggiavano altri cantanti, come Gino Paoli, Sergio Endrigo, Franco Franchi, Bruno Lauzi e altri celebri artisti che, spesso, si esibivano al noto "Santa Tecla Club".
Nel periodo milanese riuscì a ottenere un contratto discografico con la Ricordi, in veste di cantante. Il suo esordio fu nel 1959 col gruppo I Cavalieri, che gravitava intorno alla casa discografica Tavola Rotonda, sotto etichetta della Ricordi, da cui il nome, e del quale facevano parte Reverberi, Paolo Tomelleri, Enzo Jannacci e Nando de Luca. Qui incise un EP con quattro brani: Mai, Giurami tu, Mi chiedi solo amore, Senza parole (che vennero anche pubblicati suddivisi in due 45 giri), pubblicato a nome «Tenco».
Dopo questa incisione, Tenco adottò gli pseudonimi di "Gigi Mai", "Dick Ventuno" e "Gordon Cliff", chiedendo allo stesso Nanni Ricordi di non apparire con il suo vero nome per non subire danni d'immagine, essendo studente di scienze politiche e iscritto al Partito Socialista Italiano. Come accadrà a molti altri artisti e intellettuali italiani, considerati dagli intolleranti dell'epoca appartenenti a una certa "sinistra" eccessivamente contestatrice e rivoluzionaria, Tenco verrà schedato e inserito nella cosiddetta "lista nera" del SIFAR, ritrovata poi nei cosiddetti "fascicoli".

### La carriera
(Luigi Tenco al "Beat 72", Roma, 1966)

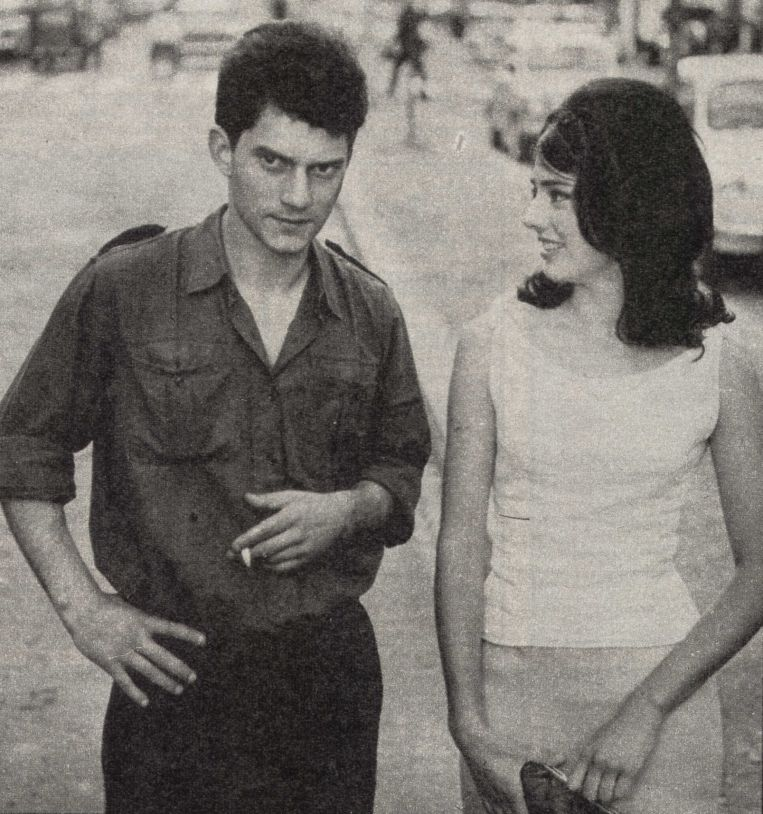
Luigi Tenco con Donatella Turri nel 1962 durante le riprese del film La cuccagna.

Luigi Tenco con Dalida a Sanremo nel 1967

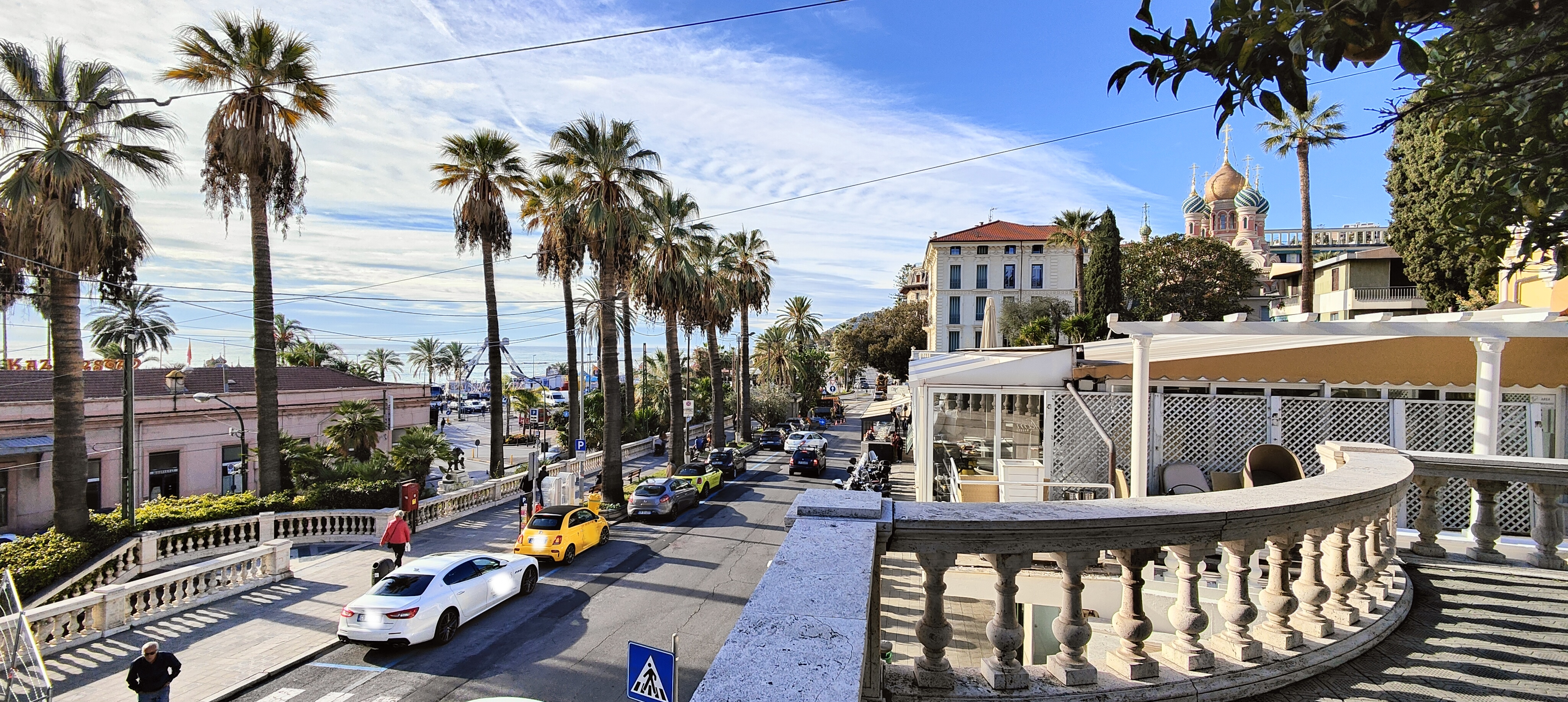
Il luogo esatto dove furono scattate le celebri foto con Dalida e Tenco: è la scalinata che dal Casinò porta a corso Imperatrice

A maggio 1961 fu in gara con Una vita inutile alla Sei giorni della canzone 1961, non qualificandosi però alla fase finale. Nell'estate 1961, Tenco partì per la sua prima tournée in Germania, in compagnia di Reverberi, Paolo Tomelleri, Giorgio Gaber e Adriano Celentano. Lo stesso autunno uscì il suo primo 45 giri, inciso come solista e con il suo vero nome, intitolato I miei giorni perduti.
Nel 1962 invece, cominciò una breve esperienza cinematografica, con il film La cuccagna, di Luciano Salce (con Donatella Turri tra gli interpreti), pellicola nella quale cantò il brano La ballata dell'eroe, composta dall'amico De André. Nello stesso anno uscì il suo primo 33 giri: conteneva successi quali Mi sono innamorato di te e Angela, ma anche Cara maestra, che non fu ammessa all'ascolto dalla Commissione per la censura (per quest'ultimo brano fu allontanato dalle trasmissioni RAI per due anni). Sempre negli anni sessanta strinse un'amicizia importante con il poeta anarchico genovese Riccardo Mannerini.
Nel 1963 ruppe l'amicizia con Gino Paoli, a causa della relazione di questi con la giovane attrice Stefania Sandrelli, che Tenco non approvava perché anche lui aveva avuto, nel frattempo, un breve rapporto sentimentale con lei. Pare che Tenco avesse avuto questa relazione per tentare di salvare il matrimonio dell'amico il quale, a sua volta, aveva tentato il suicidio di recente sparandosi al torace, allontanandolo dalla giovane (anche se questa versione fu poi smentita dallo stesso Paoli in un'intervista del 2017). Poco prima Tenco aveva abbandonato la Ricordi per passare alla Jolly. Nel settembre dello stesso anno le sue canzoni Io sì e Una brava ragazza furono nuovamente bloccate dalla censura.
Agli inizi del 1965, Tenco fa la sua seconda apparizione cinematografica, nel film musicale 008 operazione ritmo, di Tullio Piacentini, distribuito con successo in tutta Italia. Nello stesso anno, dopo vari rinvii per motivi di studio, fu chiamato per il servizio militare di leva nei Lupi di Toscana di Scandicci; dichiaratosi antimilitarista convinto, riuscì a terminare il servizio grazie a vari ricoveri ospedalieri dovuti a una forma di ipertiroidismo, riuscendo a congedarsi nel marzo 1966.

Diviso tra Recco, Genova e Milano, il giovane Tenco si trasferì infine a Roma, dove firmò un contratto con la RCA Italiana. Nella capitale, inciderà il brano Un giorno dopo l'altro, che diventerà la sigla dello sceneggiato televisivo Il commissario Maigret. Altri successi dell'epoca furono Lontano, lontano  (in gara a Un disco per l'estate 1966), Uno di questi giorni ti sposerò, E se ci diranno, Ognuno è libero.

Luigi Tenco con Patty Pravo e Lucio Dalla nel 1966, durante la presentazione del suo ultimo album

A Roma conobbe a casa di Mario Cantini, responsabile delle edizioni musicali RCA, la cantante italo-francese Dalida, con la quale ebbe una relazione. Nello stesso periodo, Tenco collaborò anche con il gruppo beat The Primitives, guidato da Mal, per i quali scrisse, in collaborazione con Sergio Bardotti, il testo italiano di due canzoni: I ain't gonna eat my heart out anymore, che diventò il grande successo italiano Yeeeeeeh!, e Thunder 'n' Lightnin, qui tradotta in Johnny no! e contenuta nell'album del gruppo Blow Up.

### Festival di Sanremo 1967
(Luigi Tenco)

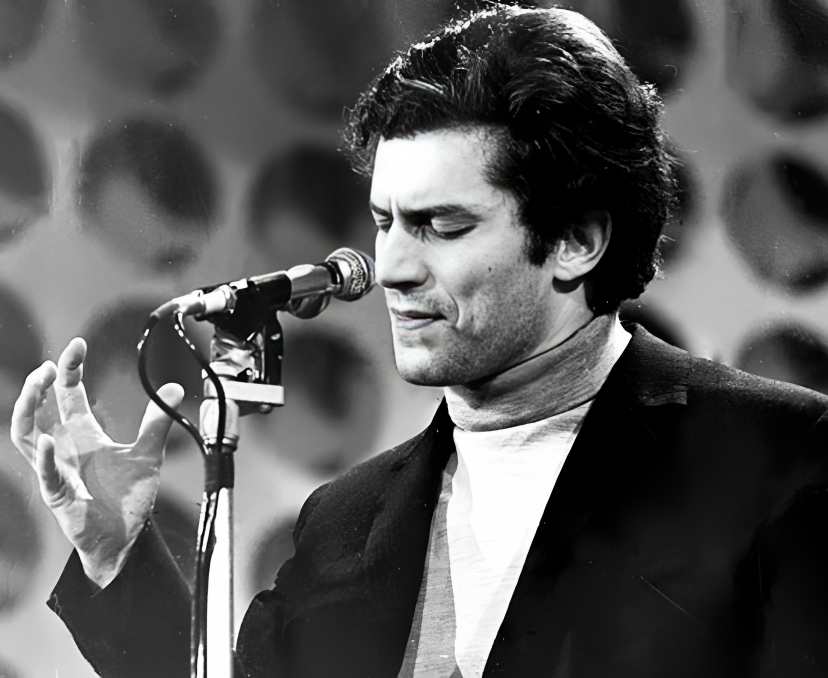
Luigi Tenco durante Sanremo '67, poche ore prima del suicidio

Nel 1967 Tenco si presentò (Fabrizio De André sostenne che non ne era affatto entusiasta e che andò controvoglia) al Festival di Sanremo con la canzone Ciao amore ciao, cantata, come si usava a quel tempo, da due artisti separatamente: in questo caso, Tenco stesso e Dalida.
In realtà, il brano aveva inizialmente un altro testo e un altro titolo, Li vidi tornare (il provino con il testo originale venne pubblicato qualche anno dopo in un'antologia della RCA Lineatre), ma Tenco decise di modificare le parole originali di tono antimilitarista ("dicevano domani / domani torneremo / Chiedevo alla gente / quando torneranno / la gente piangeva / senza dirmi niente") per non incorrere nella censura, poiché parlavano di alcuni soldati che partivano per la guerra e riprendevano in parte i versi della poesia di Luigi Mercantini La spigolatrice di Sapri sulla sfortunata spedizione di Sapri di Carlo Pisacane ("Erano trecento / erano giovani e forti"). Soltanto il ritornello ("ciao amore, ciao amore, ciao") era uguale. Il testo presentato invece era una canzone d'amore sul dramma dell’Italia contadina costretta a urbanizzarsi. In qualche modo aveva ripreso le stesse tematiche di Pasolini ("in un mondo di luci, sentirsi nessuno").
Il brano di Tenco non venne apprezzato dalla giuria del Festival e non fu ammesso alla serata finale. Fallito anche il ripescaggio, dove fu favorita la canzone La rivoluzione di Gianni Pettenati, pare che Tenco sia stato preso dallo sconforto. Già poco prima di salire sul palco, la sera del 26 gennaio, Tenco parlò con l'allora conduttore del Festival, Mike Bongiorno, e secondo Anselmi disse:
E, a queste parole, Bongiorno rispose con le seguenti:
(Mike Bongiorno)
L'esibizione di Ciao amore ciao da parte di Tenco fu condizionata dall'assunzione di un farmaco e di un alcolico (una grappa alle pere), tanto che lo stesso direttore d'orchestra Gian Piero Reverberi fece fatica a seguire il cantautore. La cognata Graziella, invece, dichiarò che l'esecuzione lenta fu una scelta di Tenco stesso, in polemica con la versione di Dalida, da lui giudicata una "marcetta", e che ne aveva parlato nel pomeriggio a Reverberi, il quale però si era rifiutato di cambiare l'arrangiamento. Tenco allora decise di fare per conto suo, eseguendo il brano con ritmo lento, a rischio di apparire fuori tempo. La stessa Dalida ebbe invece modo di lamentarsi dietro le quinte, pronunciando le seguenti parole: «Così mi rovina la canzone».
L'eliminazione fu comunicata a Tenco mentre il cantautore stava dormendo su un tavolo da biliardo. Appena saputo dell'eliminazione definitiva del suo brano, prima riconfermò di volersi dedicare solo alla carriera di compositore e abbandonare quella di interprete, poi se la prese con Marcello Minerbi del gruppo Los Marcellos Ferial, imputandogli di averlo lui introdotto nel mondo della musica, e con l'amico Piero Vivarelli. A prendere con maggior filosofia l'eliminazione di Ciao amore ciao fu invece Dalida, che invitò Tenco a un brindisi. Il cantante infine se ne andò contrariato e da quel momento le informazioni sono più frammentate.
I nastri dell'ultima esibizione (come di altri cantanti) di Luigi Tenco del 26 gennaio 1967 andranno perduti negli archivi RAI; rimasero solo fotografie e la registrazione filmata delle prove, mentre la registrazione audio originale fu recuperata in seguito grazie all'archivio radio. Nel 2017 fu diffuso il filmato della puntata finale del 28 gennaio 1967 (dove non si fa cenno del suicidio del cantante), grazie a una registrazione estera recuperata tramite la diffusione in eurovisione.

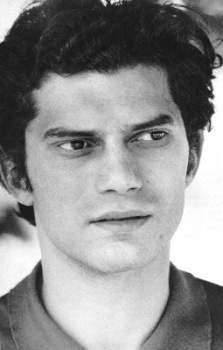
Una foto di Tenco scattata durante il Festival di Sanremo.

### La morte

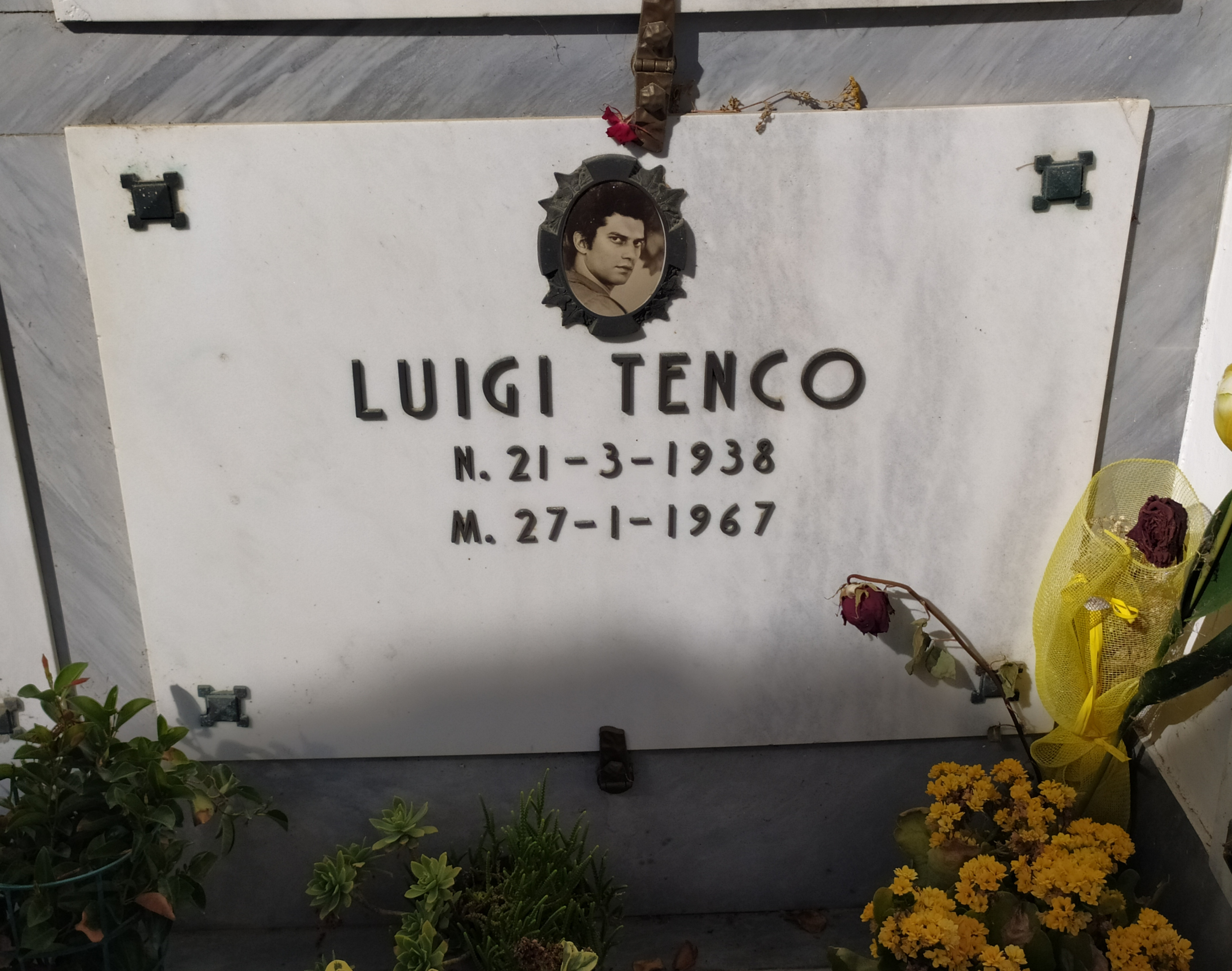
La tomba di Tenco a Ricaldone

Secondo l'ultima ricostruzione dei giornalisti Ragone e Guarneri, Luigi Tenco si recò nella sua stanza all'hotel Savoy, la 219, ed effettuò due telefonate: la prima a Ennio Melis (capo della RCA) non ottenne risposta, la seconda a Valeria (sua presunta fidanzata dal 1964) ebbe buon esito. I due parlarono di progetti, di intenzioni da realizzarsi a breve, di rincontrarsi il giorno dopo e di partire per il Kenya, e Tenco, secondo quanto avrebbe riferito la stessa Valeria ad alcuni giornalisti nel 2002, asserì di avere scritto dei fogli con nomi e cognomi denunciando «fatti che vanno ben al di là della manifestazione». La telefonata sarebbe terminata all'una di notte del 27 gennaio. Un'ora dopo, il corpo di Tenco verrà ritrovato da Dalida nella stanza 219. Valeria rivelerà che, nel corso della telefonata ricevuta da Luigi nella notte del 26 gennaio, il cantante, visibilmente irritato, le aveva detto di voler tenere all’indomani una conferenza stampa per denunciare una combine di scommesse clandestine sui risultati del festival, facendo nomi e cognomi, e che avrebbe buttato giù due righe come promemoria.
I primi a rinvenire il corpo furono, presumibilmente, il suo amico Lucio Dalla, e successivamente la stessa Dalida con cui, soltanto qualche ora prima, aveva cantato al Salone delle feste del Casinò di Sanremo. L'ultimo a fotografare vivo il cantante fu il giornalista Renato Casari, nella tarda serata; Tenco appare sorridente a una battuta del fotografo, ma con lo sguardo assente. L'originale di questa foto è attualmente conservato nella casa di Casari (scomparso il 17 novembre 2010 in una casa di riposo a Lecco), a Mandello del Lario.
Il corpo riportava un foro di proiettile alla testa; il foro di entrata era sulla tempia destra, quello d'uscita era sulla tempia sinistra. Apparentemente, nessuno sentì lo sparo. Venne trovato un biglietto scritto a mano, che più perizie grafologiche hanno poi consentito di attribuire allo stesso Tenco, contenente il seguente testo:
Questo fece subito pensare al suicidio come spiegazione della morte, tanto più che Tenco aveva acquistato una pistola l'anno precedente per difesa personale. Tuttavia, per molti decenni, sono sussistiti dubbi in merito all'ipotesi di suicidio: Tenco aveva sostenuto che poche settimane prima, a Santa Margherita Ligure, due automobili, dopo averlo speronato, avevano tentato di mandarlo fuori strada senza alcun motivo apparente. Per questi e per altri motivi, dopo anni di pressioni esercitate da una parte della stampa e dal fratello Valentino, il 12 dicembre 2005, a trentotto anni dai fatti, la procura generale di Sanremo ha disposto la riesumazione della salma per effettuare nuovi esami (per la prima volta viene eseguita un'autopsia) che il 15 febbraio 2006 hanno confermato l'ipotesi del suicidio.
La famiglia, dopo il 2006, affermò, tramite la nipote Patrizia Tenco, di condividere la tesi ufficiale come veritiera, considerando speculazioni le altre ipotesi. Anche i colleghi Bruno Lauzi, Gino Paoli e Ornella Vanoni (così come l'amico Fabrizio De André) sostennero come verosimile la tesi del suicidio: Tenco era rimasto colpito dal tentativo di suicidio con arma da fuoco di Paoli stesso nel 1963, prima di rompere la loro amicizia, e negli ultimi giorni di vita aveva fatto allusioni a un "epilogo drammatico". Lauzi disse in seguito che Tenco, sebbene non fosse depresso, in momenti di sconforto gli aveva più volte detto di volersi sparare. Inoltre la sera della morte era apparso stravolto anche prima di esibirsi, mentre dopo, secondo Ezio Radaelli, "aveva lo sguardo strano di chi era già in un altro mondo". Paoli e Vanoni (presente al festival) affermano che, quella sera, per smaltire la delusione dell'eliminazione, Tenco avesse bevuto cognac o whisky e assunto di nuovo molte pastiglie di Pronox, un tranquillante appartenente alla classe dei barbiturici (nella stanza ne fu ritrovata una scatola vuota) che tra gli effetti indesiderati ha il possibile aumento di ideazione suicida, e che queste sostanze gli avessero causato uno stato di forte alterazione psicologica tale da spingerlo al tragico gesto.
Il 29 gennaio 1967 il cadavere fu trasferito a Recco per essere compianto dalla madre Teresa e dal fratello Valentino; da lì, ancora un ultimo viaggio della salma presso i suoi luoghi d'infanzia, dove fu istituita una camera ardente nella casa degli zii di Ricaldone, in provincia di Alessandria.
Tuttavia non vi fu partecipazione dei cantanti o discografici né alla camera ardente né ai funerali, avvenuti a Ricaldone il 30 gennaio 1967, tranne che per la presenza di Fabrizio De Andrè e della moglie di Gino Paoli, del cantante Michele, di Vito Pallavicini, di Mogol, dei fratelli Gian Piero e Gian Franco Reverberi, di Gianni Boncompagni e di Ezio Radaelli.
Luigi Tenco fu tumulato presso il cimitero di Ricaldone nella tomba di famiglia della madre.

## Discografia

### Album in studio
- 1962 – Luigi Tenco
- 1965 – Luigi Tenco
- 1966 – Tenco

### Raccolte (parziale)
- 1967 - Se stasera sono qui
- 1972 - Luigi Tenco canta Tenco, De André, Jannacci, Bob Dylan, Mogol
- 1976 - Le canzoni di Luigi Tenco
- 1994 - Dalida Tenco - The Classic Collection
- 2002 - Tenco

### Materiale inedito
- I brani inediti, scritti da Mogol e Carlo Donida - Più m'innamoro di te, con sovrapposizione di orchestra d'archi, e il provino di Serenella, cantati da Tenco -, sono inclusi nell'album di cover Quando... tributo a Luigi Tenco (cd, WEA 1994), che ha visto la partecipazione, fra gli altri, di Gino Paoli, Roberto Vecchioni, Loredana Bertè, Alice, Cristiano De André, Pierangelo Bertoli, Ornella Vanoni, Eugenio Finardi, Nomadi, ecc.[47]
- Il 13 novembre 2009 è uscito per Ala Bianca l'album doppio Inediti[48], opera realizzata dal Club Tenco di Sanremo. Il primo CD contiene registrazioni di Tenco mai pubblicate in precedenza, tre delle quali (poiché mai incise dall'autore) interpretate ex novo rispettivamente da Massimo Ranieri (Se tieni una stella), Stefano Bollani (No no no) e Morgan (Darling Remember, versione in inglese della sanremese Vola colomba); si può ascoltare anche un'intervista rilasciata a suo tempo dal cantautore a Sandro Ciotti. Il secondo CD invece contiene alcune reinterpretazioni eseguite dal vivo, in occasione di varie edizioni della Rassegna della Canzone d'Autore, da altrettanti artisti (fra gli altri Alice, Vinicio Capossela, Simone Cristicchi, Eugenio Finardi, Roberto Vecchioni); sono inoltre presenti due brani, anch'essi inediti, del 1957 che vedono Tenco impegnato come sassofonista in un gruppo jazz genovese.
- Esistono due brani di Tenco andati perduti di cui sono rimasti noti solo i titoli: Le stelle dell'Orsa maggiore e Liscio o al seltz.

## Videografia
- Per la testa grandi idee, curato da Enrico de Angelis, 2008: libro e un DVD che raccoglie documenti video di Luigi Tenco conservati nelle Teche Rai e di altra provenienza

## Filmografia
- La cuccagna, regia di Luciano Salce (1962)
- 008 operazione ritmo, regia di Tullio Piacentini (1965)
- Questo pazzo, pazzo mondo della canzone, regia di Bruno Corbucci e Giovanni Grimaldi (1965)

## Influenza culturale
La rivoluzione artistica, culturale e sociale di Tenco fu riscontrabile nella volontà di una profonda rottura con la musica tradizionale italiana e nella necessità di trattare tematiche d'avanguardia per l'epoca, quali il sentimento umano nella sua crudezza, l'amore nelle sue molteplici prospettive, le esperienze esistenziali, fino alla critica sociale come la politica, l'ideologia, i diritti della donna, la guerra, e ai temi dell'emarginazione, con forti accenni individualisti, ricollegandosi ai toni dell'esistenzialismo francese e spesso anticipando i temi del sessantotto.
Fabrizio De André espresse pubblicamente profonda stima e amicizia nei confronti di Tenco, arrivando a dichiarare che "senza Tenco io non ci sarei stato", e sottolineando il vuoto artistico che Tenco ha provocato con la sua morte.
Secondo il poeta Salvatore Quasimodo, la musica di Tenco voleva colpire a sangue il sonno mentale dell'italiano medio, oramai dormiente rispetto al cambiamento dell'emergente protesta della critica sociale ai dogmi e alle vecchie tradizioni della società.

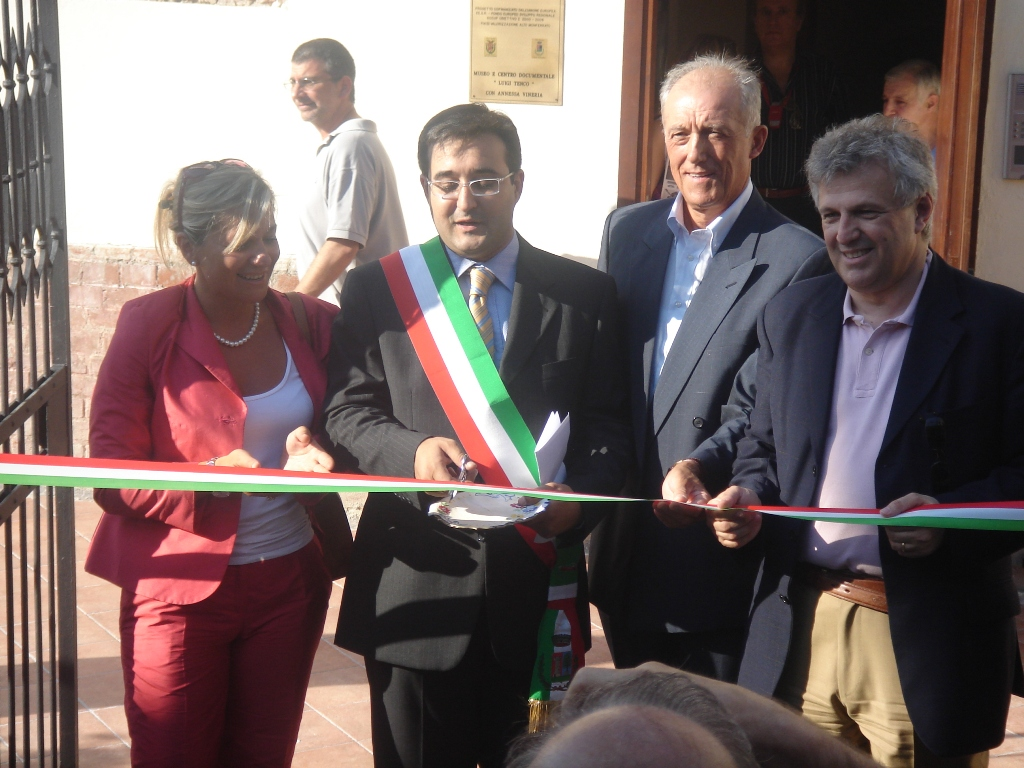
Inaugurazione del Museo Tenco.

### Contributi biografici postumi
- Nel 1967, tra agosto e settembre, il regista e produttore Tullio Piacentini realizzò il film musicale Passeggiando per Subiaco, dedicando buona parte della pellicola e del repertorio musicale a Luigi Tenco coinvolgendo, tra i vari musicisti, il gruppo Le Pecore Nere con il brano Ricordo un ragazzo, oppure la band The Primitives del giovanissimo Mal con la canzone Yeeeeeh!, scritta dallo stesso Tenco.
- Sempre nel 1967, Ornella Benedetti, pochi mesi dopo la morte del cantautore, costituisce il Club Luigi Tenco di Venezia, un vero e proprio fan club con l'obiettivo di raccogliere, ricordare e diffondere il messaggio dell'artista.[52]
- Due canzoni di Tenco furono usate, dopo la sua morte, come sigle di sceneggiati RAI: "Guarda se io" per "Questi nostri figli" di Diego Fabbri nel 1967 e "Vedrai Vedrai" per "Storia di Anna" di Salvatore Nocita nel 1981.
- Nel 1972, Amilcare Rambaldi a Sanremo costituì il cosiddetto "Club Tenco", con lo scopo di riunire tutti coloro che si propongono di valorizzare la canzone d'autore. Dal 1974, in suo onore, al Teatro Ariston di Sanremo, fu istituito, dallo stesso Club, il Premio Tenco, manifestazione a cui partecipano, ancor oggi, i più grandi cantautori degli ultimi decenni. Nel novembre 2007, il Club gli dedica l'intera edizione della Rassegna e il volume Il mio posto nel mondo. Luigi Tenco, cantautore. Ricordi, appunti, frammenti (BUR) curato da Enrico de Angelis, Enrico Deregibus e Sergio Secondiano Sacchi.
- Nel 1990, il giornalista Corrado Augias dedicò una puntata del suo programma di approfondimento molto seguito Telefono giallo.
- Nel febbraio 1992, la Biennale di Poesia di Alessandria promosse, in collaborazione con il Club Tenco, il comune di Ricaldone e il quotidiano Il Secolo XIX di Genova, un convegno dedicato a Luigi Tenco a venticinque anni dalla scomparsa. La manifestazione si tenne presso il Teatro Umberto I di Ricaldone e la serata di spettacolo si svolse presso il Teatro Comunale di Alessandria. Per la Biennale di Poesia intervennero Giancarlo Bertolino e Aldino Leoni. Amilcare Rambaldi rappresentò di persona il Club Tenco. Fra i giornalisti, Marinella Venegoni, Mario Luzzatto Fegiz e altri; al concerto serale parteciparono Gino Paoli, Umberto Bindi e Cristiano De André. Fu la prima manifestazione dedicata a Tenco nel suo paese di nascita dove, dall'estate successiva, prenderà il via la rassegna "L'Isola in Collina".
- A Cusano Milanino, il 19 gennaio 2006, presso il Centro Sociale Cooperativo Ghezzi, da un'idea di Renzo Zannardi, si tenne la conferenza "Il sax ribelle che anticipò il 68", centrata sull'impegno sociale di Tenco e sul clima culturale da lui vissuto. L'evento fu caratterizzato dalla partecipazione, tra gli altri, del biografo Aldo Fegatelli Colonna e del giornalista Daniele Biacchessi.
- A Ricaldone, il 20 luglio 2006 fu inaugurato il Centro di Documentazione Permanente Luigi Tenco, prima struttura museale in Italia dedicata a un cantautore.
- A Milano, nel dicembre 2007, presso il Teatro Litta, la pittrice sassarese Maria Vittoria Conconi realizzò una mostra dal titolo "Tenco, le donne e la musica. Un immaginario visivo ispirato da Luigi Tenco", con dodici acquerelli di immagini femminili, ispirati alla musica di Tenco. Nell'ambito della mostra fu presentato anche un calendario con le dodici opere, dedicato al 70º anniversario della nascita di Tenco.
La mostra fu replicata nel febbraio 2008, presso la Biblioteca Comunale di Rescaldina e, il 21 marzo 2008 a Sassari, con la mostra "I fiori di ieri. Un omaggio a Luigi Tenco", presso il Centro d'Arte e Cultura "Giuseppe Biasi".[53]
- A Busto Garolfo, il 15 febbraio 2008, presso la Biblioteca Comunale, il gruppo di studiosi ed estimatori di Luigi Tenco "Binario21" diede luogo alla conferenza "Gli anni di Luigi Tenco e quelli di Internet", con analisi e approfondimenti su vita, musica e testi del cantautore.[54]
- A Sassari, il 16 e il 17 ottobre 2010 al teatro Il Ferroviario, l'associazione culturale e studentesca "Materia Grigia" presentò lo spettacolo teatrale La Forza delle Parole: Luigi Tenco, incentrato sulla figura umana e artistica del cantautore e realizzato nell'ambito del laboratorio "Università e Teatro" con la direzione di Pier Paolo Conconi per "La Botte e Il Cilindro".[55]

## Omaggi
Diversi furono i tributi a Tenco nati nel corso degli anni da colleghi cantautori, amici, musicisti ed estimatori. Tra i più interessanti e significativi:
- Preghiera in gennaio di Fabrizio De André, pubblicata per la prima volta nel 1967, con la quale il cantautore onora l'amico e collega scomparso, immaginando per lui un posto in paradiso.

Signori benpensanti, spero non vi dispiaccia
se in cielo, in mezzo ai santi, Dio, fra le sue braccia,
soffocherà il singhiozzo di quelle labbra smorte,
che all'odio e all'ignoranza preferirono la morte
- Ricordo un ragazzo del 1967 del gruppo beat romano Le Pecore Nere.

Ricordo un ragazzo dall'aria un po' triste
di lui si diceva che era un poeta
aveva da dire qualcosa di nuovo
comprò una chitarra e si mise a cantare.
- Passeggiando per Subiaco, film di Tullio Piacentini del 1967 che inserisce nella prima pellicola cinematografica dedicata a Luigi Tenco diversi riferimenti musicali alla sua figura, tra cui il primo video musicale di Ricordo un ragazzo.
- Nicola Di Bari canta Luigi Tenco, disco del 1971 nel quale Nicola Di Bari, che aveva conosciuto Tenco nel periodo Jolly diventandone amico, interpreta suoi brani come Lontano lontano o Cara maestra. È inoltre presente una canzone inedita di Tenco, intitolata Il mondo gira, la cui musica è scritta da Gian Piero Reverberi.
- Festival di Francesco De Gregori, dall'album Bufalo Bill del 1976, nella quale difese l'umanità di Luigi ("qualcuno ricordò che aveva dei debiti, mormorò sottobanco che quello era il motivo. Era pieno di tranquillanti, ma non era un ragazzo cattivo") e mise in luce l’ipocrisia di chi, solo dopo la tragedia, si affannò a dichiararsi suo amico ("si ritrovarono dietro il palco, con gli occhi sudati e le mani in tasca, tutti dicevano: «Io sono stato suo padre!», purché lo spettacolo non finisca").
- Italo Salizzato e la sua orchestra nel 1977 incide su dischi Tosco Records (TR/502) e gli dedica la canzone A Luigi Tenco (musica di Italo Salizzato/Giuseppe Damele, testo di Mario Gioli):

Caro, caro Tenco
solo quando ci hai lasciato
tanta gente ti ha capito
ma niente è cambiato…
ora è troppo tardi
- Donatella Rettore, con È morto un artista, dal suo omonimo album del 1977, dedica questa canzone a Tenco in ricordo ai 10 anni dalla sua scomparsa.

Nei suoi sogni cercava da sempre una donna ideale
e voleva la banda e i cavalli al suo funerale
E le notti d'inverno, rosse d'amore e di vino
Confessava la donna che aveva e che avrebbe voluto!
Un giorno di gloria almeno!
È morto un artista, e invece di piangere fanno festa!
- Molto commosso il ricordo di Luigi Tenco nell'autobiografia dell'amico Bruno Lauzi.[56]
- Ciao ciao di Francesco De Gregori, dall'album Scacchi e tarocchi del 1985, in cui viene citata nel testo Ciao amore ciao e Sanremo (nei versi "Guarda che belli i fiori in questa città") e la morte di Tenco ("Andarsene è un peccato...").
- Brown plays Tenco, mini LP inciso nel 1987 in Italia da Steven Brown, polistrumentista del gruppo statunitense Tuxedomoon, contiene cinque cover di altrettanti pezzi di Tenco tra cui una versione in inglese di Lontano, lontano e le altre in italiano: Un giorno dopo l'altro, Vedrai, vedrai, Ciao amore ciao e Mi sono innamorato di te.
- Nel 1999 è stato allestito lo spettacolo teatrale Solitudini - Luigi Tenco e Dalida, presso il Teatro Greco di Roma, scritto e diretto da Maurizio Valtieri[57].
- Danza di una ninfa, disco della cantante jazz Ada Montellanico e del pianista Enrico Pieranunzi, edito da Egea nel 2005, nel quale vengono musicate per la prima volta 4 canzoni inedite di Tenco: Da quando, Mia cara amica, O me, Danza di una ninfa sotto la luna. Ed è proprio quest'ultima la canzone più bella secondo il sito internet Jazzitalia, che la definisce "raffinata, colta", eterea, una perfetta fusione tra musica e parole.[58]
- Nel luglio 2006 esordisce al 40º Festival Teatrale di Borgio Verezzi Tenco a Tempo di Tango scritto da Carlo Lucarelli, per la regia di Gigi Dall'Aglio, con Adolfo Margiotta e Mascia Foschi, prodotto da Giorgio Ugozzoli.
- Durante la serata finale del Festival di Sanremo 2007, Renato Zero riporta a Sanremo Ciao Amore, Ciao (all'interno di un medley di tributo a Tenco).
- Antonello Venditti rende omaggio a Tenco nella canzone Tradimento e perdono, contenuta nell'album del 2007 Dalla pelle al cuore.
- Nel 2007 il rapper casertano Kaos campiona Mi sono innamorato di te (nella versione cantata da Ornella Vanoni) per utilizzarla nella base di Insomnia, contenuta nell'album Karma.
- Un altro rapper, Fabri Fibra, sempre nel 2007, nel suo album Bugiardo, nel testo Andiamo a Sanremo, ipotizza di andare al Festival di Sanremo e di venir ritrovato "...sdraiato sul tappeto/con una pistola in mano e un buco in testa/non sono il primo che protesta...", proprio in riferimento al ritrovamento del corpo senza vita di Luigi nella sua camera d'albergo.
- Nel 2007 l'attore e regista Giulio Bufo realizza lo spettacolo teatrale "E se mi diranno....Tenco. Una storia di 40 anni fa".
- Nel 2008 i Cluster, nel programma X-Factor hanno riproposto Mi sono innamorato di te in una versione a cappella.
- Tenco, brano scritto dal cantautore rock Luca Masperone e selezionato nel 2008 per la Stanza dello Scirocco (programma di teatro in onda su radio Life Gate). Nel testo, Luca definisce Tenco "una lettera d'avulso", giocando sul triplo significato del verso: la lettera può essere intesa come riferimento all'ultimo messaggio lasciato da Luigi prima di morire, oppure come lettera dell'alfabeto unica e originale, e come tale non capita fino in fondo. O ancora come lettera che il mondo di allora ha, superficialmente, rispedito al mittente.
- La canzone Colpo smarrito dell'album Cauto e acuto da Ravenna a Roma via Rimini di Max Arduini del 2011 parla del proiettile mai ritrovato. Lo stesso cantautore Nell'album L'arte del chiedere e dell'ottenere gli dedica la canzone "TencoVive".
- Nella canzone Baudelaire dell'album Amen del 2008, i Baustelle cantano: "Luigi Tenco è morto per te".
- Il 30 settembre 2008, il sito web "La verde isola" di Luigi Tenco pubblica La ballata del Tenchiano, canzone volta a dissacrare lo stereotipo di Luigi Tenco quale personaggio triste e malinconico.
- Nel 2008, in occasione del concerto di beneficenza "Musicamore", gli Stadio hanno suonato Vedrai vedrai di Luigi Tenco.
- Il 18 aprile 2009 il gruppo dei CaljAmari ha tenuto il concerto Mille Cose da Dire, tributo a Luigi Tenco.
- Il 18 febbraio 2010, Edoardo Bennato, ospite al festival, rende omaggio a Luigi Tenco cantando Ciao Amore, Ciao.
- Dal 20 gennaio 2011, Francesco Baccini, in tour nei teatri italiani, rende omaggio a Tenco con il concerto "Baccini canta Tenco", da cui è tratto l'omonimo album-tributo.
- Nell'album Il sogno eretico, il cantautore pugliese Caparezza, cita indirettamente Luigi Tenco nel brano Chi se ne frega della musica, cantando: «toglimi tutto questo che magari mi fermo / di certo non mi freddo in una stanza d'albergo», in funzione critica nei confronti del mercato discografico italiano.
- In agosto 2011 il rapper milanese J-Ax, nella sua canzone Reci-divo, canta "perché io su 'sta roba non posso morire, Tenco senza pistola, Cobain senza fucile..." riferendosi al ritrovamento del corpo di Luigi.
- Nell'ottobre 2011 il rapper Marracash, nella canzone ... Quando ero vivo, contenuta all'interno dell'album King del rap, omaggia il cantautore riferendosi al suo modo di fare musica, ai suoi ideali e al modo in cui si è suicidato.
- Il 21 giugno 2012, l'editore Michele Piacentini, organizza a Genova la mostra "Luigi Tenco e Tullio Piacentini: i rivoluzionari della Video Musica" che dagli iniziali dieci giorni di cartellone viene prorogata fino al 25 novembre 2012.
- Durante la serata dedicata a Sanremo Story nell'edizione 2013, Marco Mengoni presenta Ciao Amore, Ciao.
- Il 16 marzo 2012, la "3ª Mostra del Cinema di Subiaco - Memorial Tullio Piacentini", già insignita della Medaglia Premio Presidente della Repubblica, dedica l'intera manifestazione alla figura di Luigi Tenco e inaugura l'evento con la partecipazione della Famiglia, del gruppo beat Le Pecore Nere e dell'editore Michele Piacentini.
- Il 6 dicembre 2013 durante la trasmissione Tale e quale show in onda su Rai Uno, l'attore Attilio Fontana canta Vedrai vedrai nei panni di Luigi Tenco
- Il 21 marzo 2014, l'editrice Les Artistes di Roma, presenta in anteprima internazionale le cartoline postali dedicate alla figura di Luigi Tenco.
- A Ricaldone, Tenco viene ricordato ogni anno, in estate, tramite la manifestazione L'Isola in Collina, con la puntuale partecipazione di cantautori più o meno affermati.
- Ciao Amore, Ciao è il titolo di uno spettacolo del cantastorie e attore calabrese Nino Racco.
- Il 22 settembre 2013 a Cassine (AL), paese natale, è stata inaugurata Piazza Luigi Tenco.
- Il 21 marzo 2016 il cantautore Franco Simone ha inciso un album di cover di canzoni di Luigi Tenco, intitolato Carissimo Luigi - Franco Simone Canta Luigi Tenco , a cui ha dedicato la sua canzone Carissimo Luigi[59].
- L'11 luglio 2016 al Summer Festival la cantante salentina Emma ha reinterpretato il brano di Tenco Se stasera sono qui.
- Il 24 settembre 2016, nella prima di 2 serate dedicate a Mogol, durante una chiacchierata a 3 tra Massimo Giletti, Gino Paoli e Mogol sono stati ricordati gli eventi legati alla tragica fine del cantautore. In seguito alle affermazioni dei 3, la famiglia Tenco è andata contro le affermazioni negando e contrastando buona parte delle parole dette su Rai1[60].
- Tiziano Ferro apre il festival di Sanremo 2017 con un toccante e unico ricordo in bianco e nero di "Mi sono innamorato di te".
- A luglio 2017 esce "Tenco. Come ti vedono gli altri", un progetto di Mauro Ottolini.
- Nel settembre 2018 esce "Playin' Tenco", disco d'esordio del pianista jazz Simone Locarni incentrato sulle musiche di Luigi Tenco.
- A dicembre 2022 il rapper Egreen pubblica sulla piattaforma Spotify un singolo dal titolo "Tenco" in cui viene omaggiato il cantautore.

## Reinterpretazioni
Molti artisti hanno inciso nella propria discografia reinterpretazioni di Luigi Tenco. Di seguito un elenco di queste incisioni che non vuole essere esaustivo.
| Artista                        | Canzone | Anno | Album                                                                              |
| ------------------------------ | --- | ---- | ---------------------------------------------------------------------------------- |
| Ginevra Di Marco               | Un giorno dopo l'altro, Angela, Quello che conta, Se sapessi come fai, Ragazzo mio, Una vita inutile, Ma dove vai, Lontano lontano, La ballata dell'eroe, Mi sono innamorato di te, Se stasera sono qui, Cara maestra, E se ci diranno, Vedrai vedrai, Il mio regno | 2020 | Quello che conta - Ginevra canta Luigi Tenco                                       |
| Iosonouncane                   | Vedrai vedrai | 2020 | Novembre/Vedrai vedrai (45 giri)                                                   |
| Enzo Cortese                   | Ciao amore ciao, Mi sono innamorato di te, Vedrai vedrai, Cara maestra, Io si, Li vidi tornare, Vita sociale, Lontano lontano | 2017 | CD - Egr. Luigi Tenco, ti canto...                                                 |
| Mauro Ottolini e altri         | Tenco. Come ti vedono gli altri | 2017 | doppio cd                                                                          |
| Tiziano Ferro                  | Mi sono innamorato di te | 2017 | Sanremo 2017                                                                       |
| Franco Simone                  | Vedrai vedrai, Ciao amore ciao, Se stasera sono qui, Mi sono innamorato di te | 2016 | Carissimo Luigi (Franco Simone canta Luigi Tenco)                                  |
| The Bluebeaters                | La mia Geisha | 2015 | Everybody Knows                                                                    |
| Bianca Atzei feat. Alex Britti | Ciao amore ciao | 2015 | Bianco e nero                                                                      |
| Diodato                        | Se stasera sono qui | 2014 | A ritrovar bellezza                                                                |
| Marco Mengoni                  | Ciao amore ciao | 2013 | Sanremo 2013                                                                       |
| Morgan                         | Hobby | 2012 | Italian Songbook Volume 2                                                          |
| Roberto Vecchioni              | Lontano lontano | 2011 | Chiamami ancora amore                                                              |
| Dimartino                      | La ballata della moda | 2010 | Cara maestra abbiamo perso                                                         |
| Mike Patton                    | Quello che conta | 2010 | Mondo cane                                                                         |
| Pietra Montecorvino            | Mi sono innamorato di te | 2009 | Italiana                                                                           |
| Giusy Ferreri                  | Ciao amore ciao | 2009 | Fotografie                                                                         |
| Skiantos                       | Uno di questi giorni ti sposerò | 2009 | Phogna - The Dark Side of the Skiantos (EP)                                        |
| Cluster                        | Mi sono innamorato di te | 2009 | Steps                                                                              |
| Morgan                         | La ballata della moda | 2008 | /                                                                                  |
| Fariborz Lachini               | Ho capito che ti amo | 2008 | Golden Memories 1                                                                  |
| Gianluca Grignani              | Mi sono innamorato di te | 2008 | Cammina nel sole                                                                   |
| Mango                          | Ragazzo mio | 2008 | Acchiappanuvole                                                                    |
| Antonella Ruggiero             | Un giorno dopo l'altro | 2007 | Genova, la Superba                                                                 |
| Antonella Ruggiero             | Guarda se io | 2007 | Genova, la Superba                                                                 |
| Antonella Ruggiero             | Mi sono innamorato di te | 2005 | Big Band!                                                                          |
| Claudio Baglioni               | Lontano lontano | 2005 | Quelli degli altri tutti qui                                                       |
| Claudio Baglioni               | Vedrai, vedrai | 2005 | Quelli degli altri tutti qui                                                       |
| Claudio Baglioni               | Un giorno dopo l'altro | 2005 | Quelli degli altri tutti qui                                                       |
| Giuni Russo                    | Ciao amore ciao | 2003 | Morirò d'amore                                                                     |
| Renato Zero                    | Lontano lontano | 2000 | Tutti gli Zeri del mondo                                                           |
| Renato Zero                    | Vedrai vedrai | 2000 | Tutti gli Zeri del mondo                                                           |
| Jenny B                        | Se stasera sono qui | 2000 | Come un sogno                                                                      |
| Paola Turci                    | E se ci diranno | 1995 | Una sgommata e via                                                                 |
| La Crus                        | Angela | 1995 | La Crus                                                                            |
| Alice                          | Se sapessi come fai | 1994 | Quando... tributo a Luigi Tenco                                                    |
| Steven Brown                   | Lontano, lontano (English version) | 1987 | Brown Plays Tenco: Le Canzoni di Luigi Tenco                                       |
| Steven Brown                   | Un giorno dopo l'altro | 1987 | Brown Plays Tenco: Le Canzoni di Luigi Tenco                                       |
| Steven Brown                   | Vedrai, vedrai | 1987 | Brown Plays Tenco: Le Canzoni di Luigi Tenco                                       |
| Steven Brown                   | Ciao amore ciao | 1987 | Brown Plays Tenco: Le Canzoni di Luigi Tenco                                       |
| Steven Brown                   | Mi sono innamorato di te | 1987 | Brown Plays Tenco: Le Canzoni di Luigi Tenco                                       |
| Loredana Bertè                 | Ragazzo mio | 1984 | Savoir faire                                                                       |
| Mia Martini                    | Un giorno dopo l'altro | 1983 | Miei compagni di viaggio                                                           |
| Mia Martini                    | Vedrai, vedrai | 1983 | Miei compagni di viaggio                                                           |
| Ornella Vanoni                 | Ti ricorderai | 1986 | Ornella &...                                                                       |
| Ornella Vanoni                 | Se stasera sono qui | 1986 | Ornella &...                                                                       |
| Ornella Vanoni                 | Vedrai, vedrai | 1980 | Oggi le canto così, vol.2 Paoli e Tenco                                            |
| Ornella Vanoni                 | Ragazzo mio | 1980 | Oggi le canto così, vol.2 Paoli e Tenco                                            |
| Ornella Vanoni                 | Io sì | 1980 | Oggi le canto così, vol.2 Paoli e Tenco                                            |
| Ornella Vanoni                 | Lontano, lontano | 1980 | Oggi le canto così, vol.2 Paoli e Tenco                                            |
| Ornella Vanoni                 | Mi sono innamorato di te | 1968 | Ai miei amici cantautori                                                           |
| Ornella Vanoni                 | Tu non hai capito niente | 1966 | Ornella                                                                            |
| Mina                           | Se stasera sono qui | 1968 | Le più belle canzoni italiane interpretate da Mina                                 |
| Mina                           | Vedrai, Vedrai | 1971 | Del mio meglio live e riproposta nel 1997 in Minantologia                          |
| Nicola Di Bari                 | He sabido que te amaba (Ho capito che ti amo, Testo in lingua spagnola) | 1971 |                                                                                    |
| Nicola Di Bari                 | Ho capito che ti amo | 1971 | Nicola Di Bari canta Luigi Tenco(33 giri)                                          |
| Javier Solís                   | He sabido que te amaba (Ho capito che ti amo, Testo in lingua spagnola) | 1965 | Sombras (33 giri)                                                                  |
| Wilma Goich                    | Se stasera sono qui | 1967 | Se stasera sono qui/L'ora dell'uscita (45 giri)                                    |
| Wilma Goich                    | Ho capito che ti amo | 1964 | Ho capito che ti amo/Era troppo bello/Quando piangi (45 giri)                      |
| Johnny Dorelli                 | Mi Sono Innamorato Di Te / Angela | 1963 | Mi Sono Innamorato Di Te / Angela (45 Giri) e 30 Anni Di Canzoni D'Amore (33 Giri) |

Altre opere sono ad esempio "L'altro Tenco" di Ada Montellanico Quartetto & Enrico Rava-CD pubblicato nel 1996 e la raccolta di cover Come fiori in mare - Luigi Tenco riletto, pubblicata da Lilium / ExtraLabel / Virgin nel 2001 con la seguente scaletta:
1. Ashes, Amore, amore mio, 5.07
2. Teresa De Sio, Lontano lontano, 3.29
3. Stefano Giaccone, Io vorrei essere là, 4.34
4. Ivano Fossati, Ragazzo mio, 4.09
5. Lalli, Vedrai, vedrai, 3.07
6. Il Parto delle Nuvole Pesanti, Ognuno è libero, 3.01
7. La Crus, Un giorno dopo l'altro, 3.38
8. Marco Parente e Millennium Bugs' Orchestra, Se potessi amore mio, 4.03
9. GianCarlo Onorato, Come le altre/toi, 5.13
10. Giulio Casale, Ciao amore, ciao, 3.47
11. Giovanni D'Anna Io sono uno, 4.26
12. Roy Paci & Aretuska, featuring Meg, Se stasera sono qui 2.40
13. Mario Congiu, Se qualcuno ti dirà, 4.43
14. J.A.P, Uno di questi giorni ti sposerò, 3.00
15. y:dk, Una vita inutile 3.10
16. John De Leo, e Stefano Benni, Vedrai, vedrai / Un giorno dopo l'altro, 7.15